# Remoncourt (Meurthe e Mosella)
Remoncourt è un comune francese di 38 abitanti situato nel dipartimento della Meurthe e Mosella nella regione del Grand Est.

## Società

### Evoluzione demografica
Abitanti censiti